# Островът на фантазиите (сериал)
Островът на фантазиите (на английски: Fantasy Island) е американски фантастичен телевизионен сериал, създаден от Елизабет Крафт и Сара Фейн за Фокс. Той е продължение и запазва последователността с оригиналния сериал от 1977 г. Премиерата на сериала е на 10 август 2021 г., като два дни преди това е излъчен специалният предварителен епизод "Добре дошли в новия Остров на фантазията".
През ноември 2021 г. сериалът е подновен за втори сезон, а на 23 декември 2021 г. е излъчен специален празничен епизод. Премиерата на втория сезон е насрочена за есента на 2022 г..

## Актьорски състав и герои

### Главни роли
- Розелин Санчес - Елена Рорк, внучка на г-н Рорк от оригиналния сериал
- Киана Барнс - Руби Акуда

### Поддържащи роли
- Джон Габриел Родригес - Хавиер
- Алекса Мансур - Неизвестна роля (втори сезон)

### Гости
- Белами Йонг - Кристин Колинс (първи сезон)
- Одет Анабъл - Дафне (първи сезон)
- Дейв Анабъл - Зев (първи сезон)
- Дафне Зунига - Марго (първи сезон)
- Джоузи Бисет - Камил (първи сезон)
- Лора Лейтън - Нети (първи сезон)
- Лесли Джордан - Джаспър (първи сезон)

## Производство

### Разработка
На 15 декември 2020 г. е обявено, че Фокс са поръчали съвременна адаптация на "Островът на фантазиите", създадена от Елизабет Крафт и Сара Фейн. На 8 септември 2021 г. е съобщено, че се водят преговори за втори сезон. На 4 ноември 2021 г. Фокс подновява сериала за втори сезон.

### Кастинг
На 21 април 2021 г. Киара Барнс получава главна роля, а Джон Габриел Родригес - поддържаща. На 27 април 2021 г. към актьорския състав е добавена Розелин Санчес в ролята на Елена Рорк. На 5 май 2021 г. е обявено, че Белами Йънг ще се появи като гост в сериала. На 3 юни 2021 г. е обявено, че Дейв и Одет Анабъл ще гостуват в сериала. На 16 юли 2021 г. е обявено, че звездите от "Мелроуз Плейс" Лора Лейтън, Джоузи Бисет и Дафне Зунига ще направят специални гостувания в сериала.
На 22 ноември 2021 г. е съобщено, че Родригес е повишен в редовен член на сериала за втория сезон. На 25 април 2022 г. е съобщено, че Алекса Мансур е включена в поддържаща роля.

### Снимачен процес
Сериалът е сниман в Пуерто Рико.

## Издание
Премиерата на "Островът на фантазиите" по Фокс е на 10 август 2021 г. На 27 май 2021 г. Фокс пуска първия официален трейлър на сериала. На 8 август 2021 г., два дни преди премиерата, е излъчен специален епизод зад кулисите, озаглавен "Добре дошли в новия Остров на фантазията". При подновяването на втория сезон е обявен и двучасов специален празничен епизод, озаглавен "Добре дошли в снежния глобус". Той е излъчен на 23 декември 2021 г. Премиерата на втория сезон е насрочена за есента на 2022 г.

## Рецензии
Уебсайтът за рецензии Rotten Tomatoes отчита за 67% одобрение и средна оценка от 6.6/10 въз основа на 12 рецензии на критици. Единодушното мнение на критиците на сайта гласи: "Не е достатъчно добър, но ще се хареса на зрителите търсещи красива гледка и малко мистерия." Метакритик, който използва среднопретеглена стойност, присъжда оценка 62 от 100 въз основа на 8 критици, което означава "като цяло благоприятни отзиви".

## „Островът на Фантазиите“ в България
Започва на 4 април 2022 г. по Фокс Лайф с разписание два нови епизода всеки делник от 21:00 и свършва на 2 май. На 18 август започва повторение. През 2023 г. е излъчен втори сезон.
Дублажът е на „Доли Медия Студио“. Екипът се състои от:
| Преводач            | Дина Колева                                                          |
| Тонрежисьор         | Виктория Валентинова Мартин Николов Петър Пейков                     |
| Режисьор на дублажа | Антонина Иванова                                                     |
| Озвучаващи артисти  | Татяна Захова Таня Димитрова Стефани Рачева Илиян Пенев Камен Асенов |